# Dryadaula pactolia
Dryadaula pactolia is een vlinder uit de familie echte motten (Tineidae). De wetenschappelijke naam is voor het eerst geldig gepubliceerd in 1902 door Meyrick.
De soort komt voor in Europa.